# Quarta+
Quarta+ — ансамбль нової музики, створений у 2007 році силами лауреатів всеукраїнських та міжнародних конкурсів, провідних студентів Донецької державної музичної академії імені С. С. Прокоф'єва.
За час свого існування ансамбль брав участь у численних музичних форумах («Два дні й дві ночі-2008, 2009», «Київ Музик Фест-2008, 2009», музичний фестиваль ім. Кос-Анатольського-2008), виступав у Львові, Івано-Франківську, Коломиї, Одесі, Києві, Донецьку.

## Виконавці
- Ольга Зернаєва-флейта
- Сергій Філіппов-кларнет
- Юрій Сіротов-туба
- Юлія Усачова-скрипка
- Олександра Острих-віолончель
- Максим Гапоненко-контрабас
- Христина Легостаєва-фортепіано
- Іван Адріанов-фортепіано

Художній керівник - Лауреат премії Кабінету Міністрів України, Лауреат премії ім. Ревуцького Євген Петриченко

## Диски
В січні 2010 року вийшов ліцензійний диск ансамблю, на який увійшли твори композиторів:

Програма концерту

- А. Нижника
- Г. Хазової
- Є. Петриченко
- І. Андріанова
- А. Ясинського
- К. Фандєєва